# عبد الله عايش
عبد الرحمن محسن، لاعب كرة قدم قطري .
كانت بداياته مع نادي الجيش وانتقل إلى الأهلي في عام 2015 و أعاره الأهلي إلى الخور في عام 2016 و انتقل إلى نادي الشمال في عام 2018 .

## روابط خارجية
- عبد الله عايش على موقع Soccerway.com (الإنجليزية)